# Archidiocèse d'Amalfi-Cava de' Tirreni
L' archidiocèse d'Amalfi-Cava de' Tirreni (en latin : Archidioecesis Amalphitana-Cavensis ; en italien : Arcidiocesi di Amalfi-Cava de' Tirreni) est un archidiocèse de l'Église catholique en Italie, suffragant de l'archidiocèse de Salerne-Campagna-Acerno et appartenant à la région ecclésiastique de Campanie.

## Territoire
L'archidiocèse est situé dans la province de Salerne, les autres parties de cette province sont partagées par les diocèses de Nocera Inferiore-Sarno, de Teggiano-Policastro, de Vallo della Lucania, de l'abbaye territoriale de la Sainte Trinité de Cava ainsi que par l'archidiocèse de Salerne-Campagna-Acerno. Il possède aussi la commune d'Agerola de la ville métropolitaine de Naples (ancienne province de Naples). Son territoire est d'une superficie de 155 km2 et est divisé en 79 paroisses regroupées en 7 archidiaconés.
Le siège archiépiscopal est dans la ville d'Amalfi où se trouve la cathédrale Saint André. La cocathédrale de la visitation de la Vierge Marie à Cava de' Tirreni est l'ancien siège du diocèse éponyme ; une autre cathédrale dédié à saint Laurent se trouve à Scala. L'archidiocèse possède trois basiliques mineures : la basilique de Notre Dame de l'orme à Cava de' Tirreni, la basilique Sainte-Trophimène (it) à Minori qui garde les reliques de sainte Trophimène, vierge et martyre en 650 et basilique de l'Assomption et de Saint-Pantaléon (it) de Ravello ; dans cette même ville se trouve le sanctuaire des saints Cosme et Damien (it) et l'église saint François (it) où repose le corps du bienheureux Bonaventure de Potenza.

## Histoire
L'archidiocèse actuel est le résultat de l'union du diocèse d'Amalfi et du diocèse de Cava de' Tirreni par le décret Instantibus votis de la congrégation pour les évêques du 30 septembre 1986.

### Archidiocèse d'Amalfi
L'origine du diocèse d'Amalfi n'est pas connue. La première mention historiquement documentée de son existence se trouve dans une lettre de Grégoire Ier au sous-diacre Anthemium en 596, qui fait mention de l'évêque Pimenio. Après lui, la liste des évêques est interrompue par manque de documents, pour ne reprendre qu'au IXe siècle. À partir de ce moment, les sources principales pour l’étude de l’histoire de la ville et du diocèse d’Amalfi sont le Chronicon Amalphitanum et la Chronica archiepiscoporum Amalfitanorum, qui portent les noms de plusieurs évêques, à partir de Pierre Ier, documentés en 829 et encore vivant à la mort de Sicard, prince de Bénévent (839).
Le 13 février 987, à la demande du duc Manson Ier d'Amalfi, il est érigé en archidiocèse et siège métropolitain ; cette érection est confirmée par le pape Jean XV qui consacre le 30 novembre de la même année, le premier archevêque, Léon II, à la basilique du Latran. La même année, les villes de Scala (it), Minori (it), Lettere (it) et Capri (it) sont érigées en sièges épiscopaux et nommés suffragants du nouveau siège métropolitain. Parmi les archevêques qui succèdent à Léon II, on peut mentionner : Lorenzo, écrivain ecclésiastique de renom; Pietro Alferio, qui fait partie de la délégation romaine envoyée à Constantinople auprès du patriarche Michel Ier Cérulaire lors du schisme de 1054 ; Bartolomeo Pignatelli, nommé par Dante Alighieri dans son Purgatoire.
En 1087, le pape Victor III érige le diocèse de Ravello avec un territoire séparé de celui d'Amalfi et le privilège d'exemption de la juridiction métropolitaine d'Amalfi et d'être immédiatement soumis au Saint-Siège. Pendant l'épiscopat de Matteo Capuano, le cardinal Pierre de Capoue transfère le corps de l'apôtre André de Constantinople à Amalfi. Au XVIe siècle, alors qu'il est administrateur apostolique d'Amalfi, Jean de Médicis est élu pape sous le nom de Léon X. À l’époque post-tridentine, l'évêque Giulio Rossino (it) (1576-1616), nonce apostolique à Naples (en), organise deux synodes diocésains et un provincial (1597) et Matteo Granito (1635-1638) restaure la cathédrale et le palais épiscopal, et créé le séminaire archiépiscopal.
Le 27 juin 1818, en vertu de la bulle De utiliori du pape Pie VII, Amalfi perd tous ses diocèses suffragants qui sont supprimés, les diocèses de Minori, Scala, et Ravello sont incorporés à Amalfi ; Lettere est absorbé par le diocèse de Castellammare et Capri est agrégé à l'archidiocèse de Sorrente. À partir de ce moment, Amalfi devient un simple archidiocèse immédiatement soumis au Saint-Siège.

### Diocèse de Cava
En 1011, saint Alferio Pappacarbone fonde l'abbaye de la Très-Sainte-Trinité de Cava. En 1058, le prince de Salerne, Gisolf II, donne à l'abbaye le territoire de toute la vallée environnante. En 1092, Urbain II confie le pays de Cava, l'actuel territoire de Cava, Vietri et Cetara, au gouvernement spirituel et temporel des abbés de la Trinité de Cava, bien que ce territoire continue de faire partie du diocèse de Salerne.
Le 7 août 1394, par la bulle Salvatoris nostri du pape Boniface IX, l'église de l'abbaye de la Sainte Trinité est déclaré cathédrale d'un nouveau diocèse, immédiatement soumis au Saint-Siège, avec un territoire séparé de celle du diocèse de Salerne. L'abbaye de la Sainte-Trinité de Cava n'est plus gouvernée par un abbé, mais par un prieur soumis à l'évêque, et la communauté de moines forme le chapitre de la cathédrale. L'évêque, qui est censé être laïc, jouit de tous les privilèges et de tous les droits d'un abbé et doit résider dans l'abbaye.
En 1431, Angelotto Fosco est élevé à la dignité de cardinal et veut profiter du régime de la commende. L’abbaye et le diocèse de Cava sont confiés à des vicaires généraux principalement chargés de l’administration des biens temporels, provoquant la décadence de l’action spirituelle et sociale de l’abbaye, également due aux bouleversements politiques.
Dans les décennies suivantes, l'abbaye perd son ancienne splendeur de vertu et de sainteté. Au monastère, dans les prieurés, dans les paroisses et dans les églises les plus reculées, les rares moines restants vivent sans respect de la règle en toute liberté et autonomie. Il était devenu nécessaire de réformer l'abbaye de la Sainte Trinité de La Cava, comme cela avait déjà été le cas pour de nombreux autres monastères qui étaient dans le même état. Le cardinal Oliviero Carafa (1485-1511) décide de renoncer à la commande et restaure la vie cloîtrée au monastère bénédictin. Par conséquent, le 10 avril 1497, par un bulle du pape Alexandre VI, le monastère de Cava et toutes ses dépendances est incorporé au mouvement monastique réformé de la congrégation de Sainte-Justine-de-Padoue (appelé congrégation du Mont-Cassin en 1504 puis congrégation de Subiaco Mont-Cassin depuis 2013 par la fusion des congrégations de Subiaco et du Mont-Cassin).
L'annexion de l'abbaye de Cava à la congrégation de Sainte-Justine est initialement souhaitée, mais ensuite contrée par le peuple de Cava. Les moines, qui considère la juridiction épiscopale de Cava voulu par le pape Boniface IX comme la cause principale de leurs maux, demandent eux-mêmes au cardinal Oliviero Carafa d'inclure, dans les clauses qu'il allait stipuler pour le passage de l'abbaye à la congrégation de Sainte-Justine-de-Padoue, en plus de sa renonciation à la commande, de demander la suppression de la juridiction de l'évêché de Cava.
En décembre 1503, l'université de la ville de La Cava n'apprécie pas la clause de l'abolition de l'évêché parce qu'elle la juge préjudiciable à son prestige. Le conflit éclate lorsque l’abbé Michele di Tarsia refuse de reconnaître l’engagement précédemment prit par l’abbé Arsenio de construire un nouvel évêché à Cava. Le 6 mars 1507, jour du Mercredi des Cendres, la population, dirigée par Ferdinando Castriota et d’autres représentants de l’université, prenant pour prétexte des problèmes de pâturage et d’exploitation des bois avec les bénédictins, font irruption au monastère et commence à piller les cellules et l'appartement de l'abbé. Les moines se réfugient au prieuré de Sant'Angelo in Grotta à Nocera Inferiore, tandis que l'église abbatiale est confiée à des prêtres diocésains. À la suite du décès du cardinal Oliviero Carafa, le 20 janvier 1511, la question du nouvel évêché devient urgente. Des négociations ont lieu entre l'université de Cava et la congrégation de Sainte-Justine mais sans résultat.
Le différend n'est résolu que lorsque le cardinal Luigi d'Aragona demande l'intervention du pape Léon X, nouvellement élu et dont le cardinal fut un partisan lors du conclave du 4 mars 1513. Le pape, seulement trois jours après son élection, accueille la demande des habitants de Cava et, par la bulle Sincerae devotionis du 22 mars 1513, supprime le diocèse abbatiale créé par son prédécesseur en 1394 et constitue le nouveau diocèse de Cava, rendue autonome de l'abbaye bénédictine, avec siège dans la cathédrale de Sainte Marie Majeure de Cava. Par la même bulle, le pape transfère le cardinal Luigi d'Aragona de Capaccio à Cava en tant qu'administrateur apostolique ; le premier évêque, Pietro Sanfelice, est nommé l'année suivante. Le nouveau diocèse englobe l'ensemble de la vallée (y compris les territoires actuels de Cava, Vietri sul Mare et Cetara) et le territoire de Sant'Arsenio, à l'exception de quelques prieurés dispersés. À partir de 1520, le diocèse de Cava vénère saint Adjuteur. Selon les bollandistes, c'est un évêque africain qui, après l’invasion de l’Afrique du Nord par les Vandales, se réfugie en Campanie. Selon la tradition, il effectue son apostolat d'évangélisation dans la vallée de Cava.
Le 27 juin 1818, par la bulle De utiliori du pape Pie VII, le diocèse de Cava est uni aeque principaliter au diocèse de Sarno. Par la même bulle, le diocèse de Nocera est supprimé et son territoire rattaché à celui de Cava, jusqu'en 1833, année de la restauration du diocèse de Nocera. En 1850, la municipalité de Sant'Arsenio est cédée au nouveau diocèse de Diano.

### Archidiocèse d'Amalfi-Cava de 'Tirreni
Le 25 septembre 1972, l'union aeque principaliter des diocèses de Cava de 'Tirreni et de Sarno prend fin, et un nouvel évêque est nommé pour Sarno. Au même moment, l'évêque de Cava, Alfredo Vozzi, est également nommé archevêque d'Amalfi, réunissant ainsi les deux sièges in persona episcopi. Le 13 avril 1979, Amalfi, avec le titre d'archevêché, et Cava de 'Tirreni, sont tous deux immédiatement soumis au Saint-Siège et deviennent une partie de la province ecclésiastique de l'archidiocèse de Salerne.
Le 30 septembre 1986, par le décret Instantibus votis de la congrégation pour les évêques, les deux sièges d'Amalfi et de Cava sont pleinement unis et la nouvelle circonscription ecclésiastique prend le nom actuel.
En 1988, les parties de la municipalité de Salerne qui appartenaient au siège d'Amalfi sont cédées à l'archidiocèse de Salerne-Campagne-Acerno. Lors de l'épiscopat de Beniamino Depalma, le musée diocésain est inauguré (1995), il est situé dans l'ancienne basilique du Crucifix (VIe siècle). En vertu d'un décret de la congrégation pour les évêques du 20 août 2012, l'archidiocèse acquiert les paroisses des fraziones de Corpo di Cava et de San Cesareo, de la municipalité de Cava de 'Tirreni, et la frazione de Dragonea de la municipalité de Vietri sul Mare, appartenant à l'abbaye territoriale de la Très-Sainte-Trinité de Cava ; le décret est exécuté le 19 janvier 2013.

## Sources
- (it) Cet article est partiellement ou en totalité issu de l’article de Wikipédia en italien intitulé « Arcidiocesi di Amalfi-Cava de' Tirreni » (voir la liste des auteurs).
- (en) Catholic-Hierarchy

### Articles liés
- Liste des diocèses et archidiocèses d'Italie
- Église catholique en Italie